# Walter Adams
Pour les articles homonymes, voir Adams.
Walter Adams, né le 15 mars 1945 à Wasseralfingen et mort le 30 octobre 2023 dans la même ville, est un athlète ouest-allemand, spécialiste du 800 mètres.

## Biographie
Il termine au pied du podium du 800 m lors des Jeux olympiques de 1968 à Mexico, derrière Ralph Doubell, Wilson Kiprugut et Tom Farrell. En 1969 il remporte la médaille d'or du relais 3 × 1 000 m lors des Jeux européens en salle de Budapest, en compagnie d'Anton Adam et Harald Norpoth.
Le 16 juillet 1970 à Stuttgart Walter Adams égale le record d'Europe du 800 mètres de son compatriote Franz-Josef Kemper en parcourant la distance en 1 min 44 s 9. Durant sa carrière il améliore par ailleurs les records du monde du relais 4 × 800 m (1966) et du relais 4 × 880 yards (1968).
Il devient champion d'Allemagne de l'Ouest du 800 m en 1968, 1969 et 1972.
En outre, il court en 1968 le 1 000 m en 2 min 18 s 8 et le 1 500 m en 3 min 37 s 5 (cf. fiche de l'athlète dans la revue L'Équipe Athlétisme Magazine n°14 du 13 janvier 1970).